# Секирище
Секирище (словен. Sekirišče) — поселення в общині Велике Лаще, Осреднєсловенський регіон, Словенія. 
Висота над рівнем моря: 732,5 м.